# Východosúdánské jazyky
V mnoha klasifikacích se východosúdánské jazyky řadí mezi nilosaharské jazyky. Používají se od Egypta až po Tanzanii. Rozdělení do podskupin je sporné.

## Rozdělení východosúdánských jazyků
Nejpoužívanější rozdělení vytvořil lingvista Lionel Bender roku 2000.
- Severní východosúdánské jazyky (též jazyky k)
  - Núbijské jazyky (v Súdánu a Egyptě)
  - Nara (jazyk používaný v Eritreji)
  - Nyimaské jazyky (Súdán)
  - Tamanské jazyky (Čad, Súdán)
- Jižní východosúdánské jazyky (též jazyky n)
  - Surmické jazyky (Etiopie, Jižní Súdán)
  - Východodžebelské jazyky (Súdán)
  - Temeinské jazyky (Súdán, Núba)
  - Jazyky daju (Súdán, Čad)
  - Nilotické jazyky (Súdán, Uganda, Keňa, Tanzanie, Etiopie a DRK)
- Někdy se sem řadí kuliacké jazyky v Ugandě a bertské jazyky (Etiopie, Súdán), ale toto zařazení je sporné a mnoha lingvisty je odmítáno. Je pravděpodobné, že se tyto jazyky řadí mezi jazyky nilosaharské.